# Desastre Ferroviário de Rates
O Desastre Ferroviário de Rates foi uma colisão entre um comboio e um autocarro numa passagem de nível, na freguesia de Rates, no Município da Póvoa de Varzim, em Portugal. Este acidente ocorreu no dia 29 de maio de 1994, tendo resultado em cinco mortos e 29 feridos.

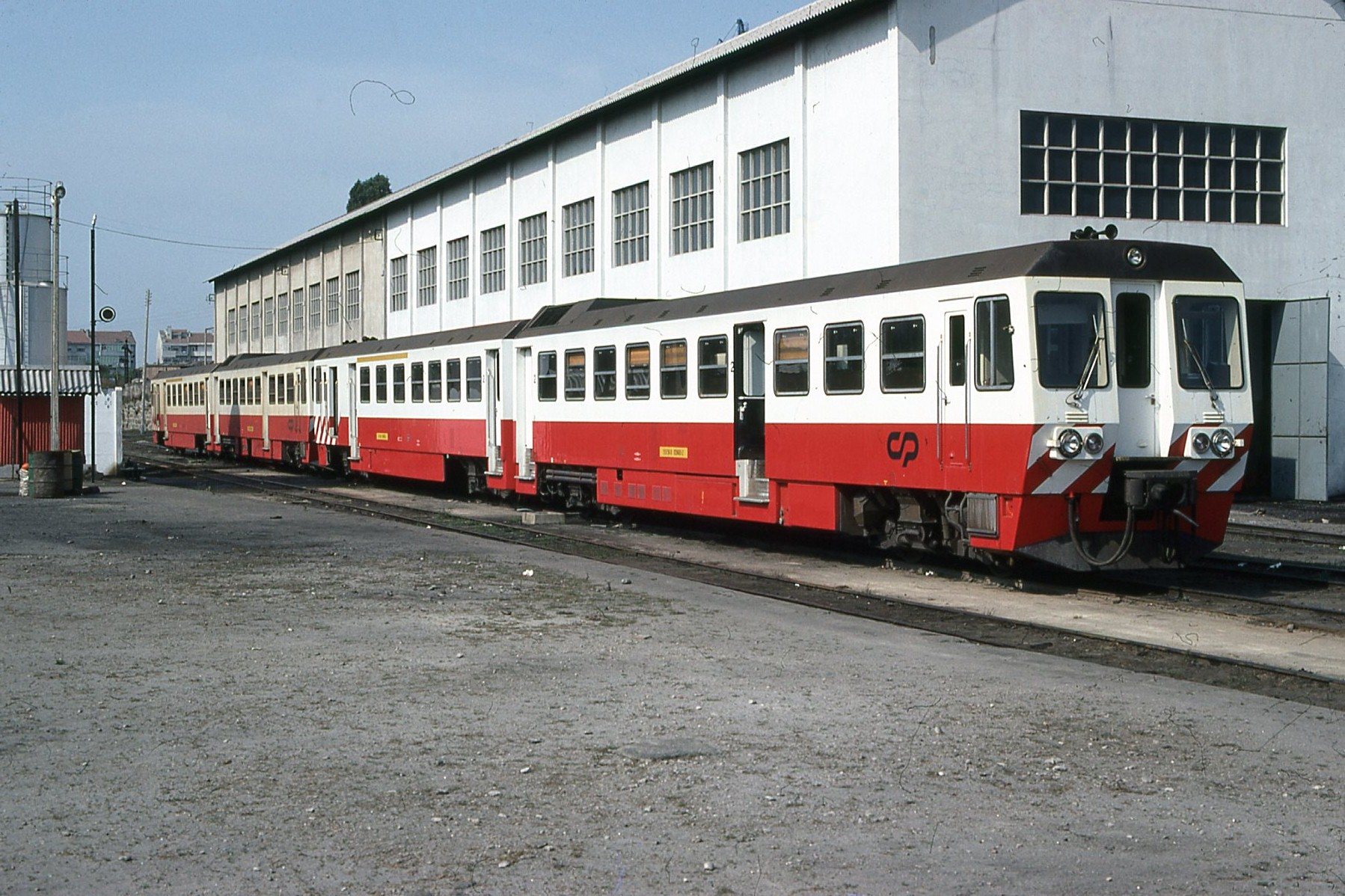
Automotora da Série 9600, do mesmo tipo da envolvida no acidente, na Boavista em 1977.

## Antecedentes
No dia 29 de Maio de 1994, uma automotora saiu da Estação Ferroviária de Póvoa de Varzim para fazer o comboio das 6:55, uma das três carreiras diárias da operadora Caminhos de Ferro Portugueses entre a Póvoa e Famalicão. No entanto, a automotora saiu com dois minutos de atraso, e devido à reduzida velocidade imposta pelas más condições da via, ainda se demorou mais pelo caminho, contando já com cinco minutos de atraso quando se aproximou da passagem de nível de Rates, no lugar de Granja. Esta passagem não tinha guarda nem sinalização luminosa ou sonora.
Entretanto, um autocarro da empresa Linhares saiu de Balazar às 7:10 da manhã com destino à Póvoa de Varzim, numa carreira extraordinária devido ao aumento da procura durante as Festas de Nossa Senhora da Saúde, em Laundos. O veículo não saiu completamente cheio, e na próxima paragem, em Rates, entraram mais alguns passageiros.

## Acidente
Por volta das 7:15, o comboio aproximou-se da passagem de nível a velocidade reduzida, apitando várias vezes. O autocarro não abrandou a marcha e entrou na passagem, e quando o revisor e o maquinista viram que o comboio ia colidir, accionaram a travagem de emergência, mas já não foi a tempo para evitar o acidente. O comboio bateu no meio do autocarro e arrastou-o durante alguns metros, mais devido ao peso da automotora do que à velocidade, destruindo o autocarro. Os passageiros entraram em pânico, e o revisor conseguiu sair da automotora e deslocar-se até uma habitação próxima para pedir socorro. Um condutor que nessa altura passava pelo local transportou alguns dos feridos no seu automóvel até ao hospital. Pouco tempo depois, chegaram os bombeiros.
A meio da tarde do mesmo dia, começaram os trabalhos para desimpedir a via. Milhares de pessoas deslocaram-se ao local para ver o acidente, tendo-se recordado outros acidentes no local, e ouvido críticas sobre as condições de segurança naquela e outras passagens de nível ao longo da linha, cujo encerramento estava previsto para breve.

## Investigação
Uma das teorias apresentadas como causa deste acidente foi a distracção do motorista, Avelino Ferreira de Oliveira, tendo sido referido que tinha uma grande familiaridade com a zona, pois vivia a cerca de meio quilómetro do local do acidente, e há já vários anos que fazia aquele percurso.